# Llanos y cuchillos de Antigua
Llanos y cuchillos de Antigua este o arie protejată (arie de protecție specială avifaunistică — SPA) din Spania întinsă pe o suprafață de 9.913 ha, integral pe uscat.

## Localizare
Centrul sitului Llanos y cuchillos de Antigua este situat la coordonatele 28°22′57″N 13°56′24″W / 28.3826°N 13.94°V.

## Înființare
Situl Llanos y cuchillos de Antigua a fost declarat arie de protecție specială avifaunistică în octombrie 2001 pentru a proteja 9 specii de animale.

## Biodiversitate
Situată în ecoregiunea , aria protejată conține 4 habitate naturale: Galerii și tufărișuri riverane sudice (Nerio-Tamaricetea și Securinegion tinctoriae), Plantații de palmieri Phoenix, Tufărișuri halofile mediteraneene și termo-atlantice (Sarcocornetea fruticosi), Faleze cu floră endemică de pe coastele macaroneziene.
La baza desemnării sitului se află mai multe specii protejate de  păsări (9): Bucanetes githagineus, pasărea ogorului (Burhinus oedicnemus), Chlamydotis undulata, Cursorius cursor, șoim călător (Falco peregrinus), vultur egiptean (Neophron percnopterus), Pterocles orientalis, turturică (Streptopelia turtur), pupăză (Upupa epops).